# Lista de mesorregiões e microrregiões do Tocantins

Mapa do Tocantins mostrando seus municípios agrupados em microrregiões, que por sua vez estão agrupadas em mesorregiões.

Esta é a lista de mesorregiões e microrregiões do Tocantins, estado brasileiro da Região Norte do país. O estado do Tocantins foi dividido geograficamente pelo IBGE em duas mesorregiões, que por sua vez abrangiam oito microrregiões, segundo o quadro vigente entre 1989 e 2017.
Em 2017, o IBGE extinguiu as mesorregiões e microrregiões, criando um novo quadro regional brasileiro, com novas divisões geográficas denominadas, respectivamente, regiões geográficas intermediárias e imediatas.

## Mesorregiões do Tocantins
| Mesorregião            | Código | Número de municípios | Localização           | Microrregiões    | Código |
| ---------------------- | ------ | -------------------- | --------------------- | ---------------- | ------ |
| Ocidental do Tocantins | 01     | 93                   |                       | Bico do Papagaio | 001    |
| Ocidental do Tocantins | 01     | 93                   | Araguaína             | 002              |        |
| Ocidental do Tocantins | 01     | 93                   | Miracema do Tocantins | 003              |        |
| Ocidental do Tocantins | 01     | 93                   | Rio Formoso           | 004              |        |
| Ocidental do Tocantins | 01     | 93                   | Gurupi                | 005              |        |
| Oriental do Tocantins  | 02     | 46                   |                       | Porto Nacional   | 006    |
| Oriental do Tocantins  | 02     | 46                   | Jalapão               | 007              |        |
| Oriental do Tocantins  | 02     | 46                   | Dianópolis            | 008              |        |

## Microrregiões do Tocantins divididas por mesorregiões

### Mesorregião Ocidental do Tocantins
| Microrregião          | Código | Localização                  | Municípios           |
| --------------------- | ------ | ---------------------------- | -------------------- |
| Bico do Papagaio      | 001    |                              | Aguiarnópolis        |
| Bico do Papagaio      | 001    | Ananás                       |                      |
| Bico do Papagaio      | 001    | Angico                       |                      |
| Bico do Papagaio      | 001    | Araguatins                   |                      |
| Bico do Papagaio      | 001    | Augustinópolis               |                      |
| Bico do Papagaio      | 001    | Axixá do Tocantins           |                      |
| Bico do Papagaio      | 001    | Buriti do Tocantins          |                      |
| Bico do Papagaio      | 001    | Cachoeirinha                 |                      |
| Bico do Papagaio      | 001    | Carrasco Bonito              |                      |
| Bico do Papagaio      | 001    | Darcinópolis                 |                      |
| Bico do Papagaio      | 001    | Esperantina                  |                      |
| Bico do Papagaio      | 001    | Itaguatins                   |                      |
| Bico do Papagaio      | 001    | Luzinópolis                  |                      |
| Bico do Papagaio      | 001    | Maurilândia do Tocantins     |                      |
| Bico do Papagaio      | 001    | Nazaré                       |                      |
| Bico do Papagaio      | 001    | Palmeiras do Tocantins       |                      |
| Bico do Papagaio      | 001    | Praia Norte                  |                      |
| Bico do Papagaio      | 001    | Riachinho                    |                      |
| Bico do Papagaio      | 001    | Sampaio                      |                      |
| Bico do Papagaio      | 001    | Santa Terezinha do Tocantins |                      |
| Bico do Papagaio      | 001    | São Bento do Tocantins       |                      |
| Bico do Papagaio      | 001    | São Miguel do Tocantins      |                      |
| Bico do Papagaio      | 001    | São Sebastião do Tocantins   |                      |
| Bico do Papagaio      | 001    | Sítio Novo do Tocantins      |                      |
| Bico do Papagaio      | 001    | Tocantinópolis               |                      |
| Araguaína             | 002    |                              | Aragominas           |
| Araguaína             | 002    | Araguaína                    |                      |
| Araguaína             | 002    | Araguanã                     |                      |
| Araguaína             | 002    | Arapoema                     |                      |
| Araguaína             | 002    | Babaçulândia                 |                      |
| Araguaína             | 002    | Bandeirantes do Tocantins    |                      |
| Araguaína             | 002    | Carmolândia                  |                      |
| Araguaína             | 002    | Colinas do Tocantins         |                      |
| Araguaína             | 002    | Filadélfia                   |                      |
| Araguaína             | 002    | Muricilândia                 |                      |
| Araguaína             | 002    | Nova Olinda                  |                      |
| Araguaína             | 002    | Palmeirante                  |                      |
| Araguaína             | 002    | Pau-d'Arco                   |                      |
| Araguaína             | 002    | Piraquê                      |                      |
| Araguaína             | 002    | Santa Fé do Araguaia         |                      |
| Araguaína             | 002    | Wanderlândia                 |                      |
| Araguaína             | 002    | Xambioá                      |                      |
| Miracema do Tocantins | 003    |                              | Abreulândia          |
| Miracema do Tocantins | 003    | Araguacema                   |                      |
| Miracema do Tocantins | 003    | Barrolândia                  |                      |
| Miracema do Tocantins | 003    | Bernardo Sayão               |                      |
| Miracema do Tocantins | 003    | Brasilândia do Tocantins     |                      |
| Miracema do Tocantins | 003    | Caseara                      |                      |
| Miracema do Tocantins | 003    | Colméia                      |                      |
| Miracema do Tocantins | 003    | Couto de Magalhães           |                      |
| Miracema do Tocantins | 003    | Divinópolis do Tocantins     |                      |
| Miracema do Tocantins | 003    | Dois Irmãos do Tocantins     |                      |
| Miracema do Tocantins | 003    | Fortaleza do Tabocão         |                      |
| Miracema do Tocantins | 003    | Goianorte                    |                      |
| Miracema do Tocantins | 003    | Guaraí                       |                      |
| Miracema do Tocantins | 003    | Itaporã do Tocantins         |                      |
| Miracema do Tocantins | 003    | Juarina                      |                      |
| Miracema do Tocantins | 003    | Marianópolis do Tocantins    |                      |
| Miracema do Tocantins | 003    | Miracema do Tocantins        |                      |
| Miracema do Tocantins | 003    | Miranorte                    |                      |
| Miracema do Tocantins | 003    | Monte Santo do Tocantins     |                      |
| Miracema do Tocantins | 003    | Pequizeiro                   |                      |
| Miracema do Tocantins | 003    | Presidente Kennedy           |                      |
| Miracema do Tocantins | 003    | Rio dos Bois                 |                      |
| Miracema do Tocantins | 003    | Tupirama                     |                      |
| Miracema do Tocantins | 003    | Tupiratins                   |                      |
| Rio Formoso           | 004    |                              | Araguaçu             |
| Rio Formoso           | 004    | Chapada de Areia             |                      |
| Rio Formoso           | 004    | Cristalândia                 |                      |
| Rio Formoso           | 004    | Dueré                        |                      |
| Rio Formoso           | 004    | Fátima                       |                      |
| Rio Formoso           | 004    | Formoso do Araguaia          |                      |
| Rio Formoso           | 004    | Lagoa da Confusão            |                      |
| Rio Formoso           | 004    | Nova Rosalândia              |                      |
| Rio Formoso           | 004    | Oliveira de Fátima           |                      |
| Rio Formoso           | 004    | Paraíso do Tocantins         |                      |
| Rio Formoso           | 004    | Pium                         |                      |
| Rio Formoso           | 004    | Pugmil                       |                      |
| Rio Formoso           | 004    | Sandolândia                  |                      |
| Gurupi                | 005    |                              | Aliança do Tocantins |
| Gurupi                | 005    | Alvorada                     |                      |
| Gurupi                | 005    | Brejinho de Nazaré           |                      |
| Gurupi                | 005    | Cariri do Tocantins          |                      |
| Gurupi                | 005    | Crixás do Tocantins          |                      |
| Gurupi                | 005    | Figueirópolis                |                      |
| Gurupi                | 005    | Gurupi                       |                      |
| Gurupi                | 005    | Jaú do Tocantins             |                      |
| Gurupi                | 005    | Palmeirópolis                |                      |
| Gurupi                | 005    | Peixe                        |                      |
| Gurupi                | 005    | Santa Rita do Tocantins      |                      |
| Gurupi                | 005    | São Salvador do Tocantins    |                      |
| Gurupi                | 005    | Sucupira                     |                      |
| Gurupi                | 005    | Talismã                      |                      |

### Mesorregião Oriental do Tocantins
| Microrregião   | Código | Localização               | Municípios             |
| -------------- | ------ | ------------------------- | ---------------------- |
| Porto Nacional | 006    |                           | Aparecida do Rio Negro |
| Porto Nacional | 006    | Bom Jesus do Tocantins    |                        |
| Porto Nacional | 006    | Ipueiras                  |                        |
| Porto Nacional | 006    | Lajeado                   |                        |
| Porto Nacional | 006    | Monte do Carmo            |                        |
| Porto Nacional | 006    | Palmas                    |                        |
| Porto Nacional | 006    | Pedro Afonso              |                        |
| Porto Nacional | 006    | Porto Nacional            |                        |
| Porto Nacional | 006    | Santa Maria do Tocantins  |                        |
| Porto Nacional | 006    | Silvanópolis              |                        |
| Porto Nacional | 006    | Tocantínia                |                        |
| Jalapão        | 007    |                           | Barra do Ouro          |
| Jalapão        | 007    | Campos Lindos             |                        |
| Jalapão        | 007    | Centenário                |                        |
| Jalapão        | 007    | Goiatins                  |                        |
| Jalapão        | 007    | Itacajá                   |                        |
| Jalapão        | 007    | Itapiratins               |                        |
| Jalapão        | 007    | Lagoa do Tocantins        |                        |
| Jalapão        | 007    | Lizarda                   |                        |
| Jalapão        | 007    | Mateiros                  |                        |
| Jalapão        | 007    | Novo Acordo               |                        |
| Jalapão        | 007    | Ponte Alta do Tocantins   |                        |
| Jalapão        | 007    | Recursolândia             |                        |
| Jalapão        | 007    | Rio Sono                  |                        |
| Jalapão        | 007    | Santa Tereza do Tocantins |                        |
| Jalapão        | 007    | São Félix do Tocantins    |                        |
| Dianópolis     | 008    |                           | Almas                  |
| Dianópolis     | 008    | Arraias                   |                        |
| Dianópolis     | 008    | Aurora do Tocantins       |                        |
| Dianópolis     | 008    | Chapada da Natividade     |                        |
| Dianópolis     | 008    | Combinado                 |                        |
| Dianópolis     | 008    | Conceição do Tocantins    |                        |
| Dianópolis     | 008    | Dianópolis                |                        |
| Dianópolis     | 008    | Lavandeira                |                        |
| Dianópolis     | 008    | Natividade                |                        |
| Dianópolis     | 008    | Novo Alegre               |                        |
| Dianópolis     | 008    | Novo Jardim               |                        |
| Dianópolis     | 008    | Paranã                    |                        |
| Dianópolis     | 008    | Pindorama do Tocantins    |                        |
| Dianópolis     | 008    | Ponte Alta do Bom Jesus   |                        |
| Dianópolis     | 008    | Porto Alegre do Tocantins |                        |
| Dianópolis     | 008    | Rio da Conceição          |                        |
| Dianópolis     | 008    | Santa Rosa do Tocantins   |                        |
| Dianópolis     | 008    | São Valério               |                        |
| Dianópolis     | 008    | Taguatinga                |                        |
| Dianópolis     | 008    | Taipas do Tocantins       |                        |